# جواو آزيفيدو
جواو آزيفيدو (10 يوليو 1915 في البرتغال - 3 يناير 1993 في البرتغال) هو لاعب كرة قدم برتغالي في مركز حراسة المرمى. شارك مع منتخب البرتغال لكرة القدم. أما مع النوادي، فقد لعب مع سبورتينغ لشبونة وأورينتال دي لشبونة ‏.

## وصلات خارجية
- جواو آزيفيدو على موقع قاعدة بيانات كرة القدم.إي يو (الإنجليزية)
- جواو آزيفيدو على موقع ناشيونال فوتبول تيمز (الإنجليزية)